# Garde nationale mobile de la Corrèze
Les bataillons de mobiles de la Corrèze, étaient une unité militaire de l'armée française créée durant la guerre franco-allemande de 1870 qui furent appelés plus simplement mobiles de la Corrèze ou garde nationale mobile de la Corrèze.

## Création et différentes dénominations
Les 1er et 2e bataillons de mobiles de la Corrèze sont formés à partir du 22 août 1870 à partir du contingent de la garde nationale mobile de Brive et de patriotes volontaires de plusieurs cantons de Tulle.

## Historique des garnisons, combats et batailles
Après avoir reçu une formation sommaire, les 1er et 2e bataillons de mobiles de la Corrèze, armés de fusils à pistons, mal équipés et mal habillés, quittèrent Tulle le 22 septembre 1870, sous les ordres des lieutenants-colonels Salvador Feugeas et Bertrand de Cezac. Ils furent envoyés dans les Deux-Sèvres avant d'être dirigés sur Verneuil-sur-Avre.
Les 2 bataillons sont alors incorporés à la 
- 2e armée de la Loire du général Chanzy
  - 21e corps d'armée du général Jaurès
    - 1re division du général Rousseau
      - 2e brigade du général de Villars
        - 90e régiment de mobiles de marche du lieutenant-colonel Salvador Feugeas

Le premier engagement des deux bataillons a lieu durant 3 jours, du 16 au 18 novembre 1870, à Châteauneuf-en-Thymerais. Les Corréziens se battirent avec vaillance, mais furent obligés de se replier vers Senonches puis Boissy-Maugis, laissant plus de 130 prisonniers. 
Ils combattirent, ensuite, lors de l'affaire de Jaudrais le 18 novembre.
Envoyés dans la région du Mans, les bataillons furent armés de Chassepot puis dirigés sur La Belle Inutile à Soulitré, Vendôme puis Yvré-l'Évêque.
Au début de janvier 1871, la 1re division du 21e corps, sous le commandement du général Rousseau, s'avança dans la vallée de l'Huisne. Le 6 janvier les Corréziens combattirent à La Fourche, et à Nogent-le-Rotrou mais furent contraints de reculer sur la Ferté-Bernard puis Connerré.
Le 9 janvier, les deux bataillons de la Corrèze et le 5e bataillon de mobiles de la Sarthe, qui forment le 90e régiment de mobiles sont de nouveau aux prises avec l'envahisseur au combat de Thorigné-sur-Dué ou ils renforcent le 26e régiment d'infanterie aux prises avec trois colonnes ennemies. Après avoir lutté toute la journée contre des forces supérieures en nombre, le régiment se retira sur Montfort-le-Gesnois et Pont-de-Gennes pour prendre position derrière l'Huisne. Durant ce combat le colonel Salvador Feugeas fut tué.
Le 10 janvier, quatre compagnies du 2e bataillon furent envoyées en reconnaissance au pont de Champigné, ou un échange de mousqueterie eut lieu à l'avantage des Moblots qui perdirent 12 hommes.
Le 11 janvier, lors de la bataille du Mans, le 90e régiment de mobiles, rattaché à la 1re division, qui défendait une ligne entre Yvré-l'Évêque et Pont-de-Gennes porta main-forte à un bataillon du 58e régiment d'infanterie qui était attaqué. Malgré une lutte acharnée la position d'Auvours fut perdue et les troupes se replièrent sur Fatines, Yvré-l'Évêque, Sargé-lès-le-Mans et Beaumont-sur-Sarthe. Après avoir livré un combat acharné à Sillé-le-Guillaume, avec le 22e régiment d'infanterie, les  troupes se positionnèrent derrière la Mayenne.
Le 28 janvier, l'armistice franco-allemand est signé, les mobiles de la Corrèze sont alors désarmés, à Châtellerault. En sept mois de combats les Moblots Corréziens ont perdu plus de 700 hommes, tués, blessés ou prisonniers.

## Personnalités
- Capitaine Pierre Joseph Louis Brugeilles

## Ouvrage
- Joannès Plantadis : Les Mobiles de la Corrèze pendant la guerre de 1870-1871.